# إنريكي غوميز كاريو
إنريكي غوميز كاريو (بالإسبانية: Enrique Gómez Carrillo)‏ (و. 1873 – 1927 م) هو كاتب، وصحفي، ودبلوماسي، وناقد أدبي من غواتيمالا. ولد في مدينة غواتيمالا.
توفي في باريس.

## سيرة شخصية
عام 1891، حصل غوميز كاريلو على منحة دراسية للدراسة في إسبانيا. وقبل الانتقال إلى هناك، ذهب إلى باريس، حيث التقى بالعديد من الكتّاب، مثل بول فيرلين ومورياس وليكونتي دي ليسلي. وانتقل بعد ذلك إلى إسبانيا في عام 1892، وأصبح صحفياً في صحيفة إسبانية وتعرّف على العديد من الشخصيات الأدبية الباريسية مثل جيمس جويس، وأوسكار وايلد وإميل زولا. في العام التالي نشر كتابه الأول، وساهم في العديد من المنشورات. عام 1898، عاد إلى غواتيمالا، وعمل في الحملة الانتخابية للرئيس المؤقت مانويل استرادا كابريرا، الذي كافأه على عمله بتعيينه قنصل غواتيمالا في باريس. وبعد سنوات، عينه الرئيس الأرجنتيني هيبوليتو يريغوين أيضا ممثلاً للأرجنتين.